# Australische Zyklonsaison 2013–2014
Die Australische Zyklonsaison 2013–2014 begann offiziell am 1. November 2013 und endete am 30. April 2014. Der operative Plan der World Meteorological Organization sieht für die Gewässer auf der Südhalbkugel zusätzlich ein „tropisches Zyklonjahr“ vor. Dieses begann am 1. Juli 2013 und endete am 30. Juni 2014.
Bestandteil der australischen Zyklonsaison sind Stürme, die sich südlich des Äquators zwischen dem 90. und 160. Grad östlicher Länge bilden. Dazu gehören Australien, Papua-Neuguinea, der westliche Teil der Salomonen, Osttimor und die südlichen Bereiche Indonesiens. Tropische Wirbelstürme in diesem Gebiet werden von fünf Tropical Cyclone Warning Centres (TCWCs) überwacht: dem Bureau of Meteorology in Perth, Darwin und Brisbane in Australien; dem TCWC Jakarta in Indonesien und dem TCWC Port Moresby in Papua-Neuguinea.
Das Joint Typhoon Warning Center gibt für diese Region inoffizielle Warnungen aus, die für US-amerikanische Einrichtungen bestimmt sind. Dabei wird die Erweiterung „S“ verwendet, wenn sich der Sturm westlich von 135 Grad östlicher Länge bildet und ein „P“, falls dies östlich dieser Linie geschieht.

## Stürme

### Tropischer Zyklon Alessia
Am 20. November meldete das TCWC Darwin die Bildung eines tropischen Tiefs über dem Indischen Ozean südlich von Java, Indonesien. Am Morgen des folgenden Tages begann das TCWC Perth Warnungen zu dem System herauszugeben und gab diesem die Bezeichnung 01U. Das Joint Typhoon Warning Center (JTWC) klassifizierte das Tiefdruckgebiet früh am 22. November als ein tropischer Sturm, der die Identifikation 02S erhielt. Später am selben Tag aktualisierte das TCWC Perth den Sturm zum ersten tropischen Zyklon der Saison, der den Namen Alessia bekam. Der Sturm erreichte am Abend mit 10-minütigen Windgeschwindigkeiten von 75 km/h und einem Luftdruck von 995 hPa seinen vorläufigen Höhepunkt. In Richtung Osten wandernd, zog Alessia am Mittag des 23. November in den Verantwortungsbereich des TCWC Darwin. Früh am 24. November australischer Zeit streifte der Zyklon die Küste bei Kalumburu, Kimberley mit Windgeschwindigkeiten von 65 km/h. Als sich Alessia später am selben Tag über dem Joseph Bonaparte Gulf befand, veröffentlichte das Joint Typhoon Warning Center die letzte Warnung zu dem Sturm. Das System ging am 24. November um 18:30 Uhr australischer Zeit in der Nähe von Litchfield, Northern Territory an Land und schwächte sich in ein tropisches Tief ab. Am folgenden Tag zog Ex-Alessia weiter nach Osten ins Landesinnere und lag über dem zentralen Top End. Das tropische Tief erreichte am 26. November den westlichen Golf von Carpentaria und konnte sich früh am nächsten Tag in einen tropischen Zyklon regenerieren. Alessia erreichte 12 Stunden später ihren zweiten Höhepunkt mit Windgeschwindigkeiten von 75 km/h und einem Luftdruck von 991 hPa, bevor der Sturm erneut an Land ging und sich rasch wieder in ein tropisches Tief abschwächte. Über Land machte Ex-Alessia eine Schleife und zog am 29. November wieder zurück an die Südküste des Golf von Carpentaria, nahe der Grenze vom Northern Territory zu Queensland. Das Tief blieb über dem südwestlichen Golf von Carpentaria stationär liegen und bewegte sich kaum. Im Laufe der folgenden Tage machte das Tiefdruckgebiet über dem südöstlichen Golf von Carpentaria erneut eine Schleife und bewegte sich am 1. Dezember wieder über Land. Früh am 2. Dezember löste sich Ex-Alessia auf.

### Tropisches Tief
Am 2. Dezember bildete sich im nordwestlichen Verantwortungsbereich des TCWC Perth ein tropisches Tief. Im Laufe des nächsten Tages driftete das Tiefdruckgebiet Richtung Südwesten und befand sich am 4. Dezember etwa 500 km nordöstlich der Kokosinseln.

### Schwerer Tropischer Zyklon Bruce
Am 15. Dezember bildete sich innerhalb eines Monsuntroges südwestlich von Java, Indonesien ein tropisches Tief. Früh am folgenden Tag begann das TCWC Perth Warnungen zu dem System herauszugeben und gab diesem die Bezeichnung 03U. Nachdem die Konvektion sich verstärkte und das Tiefdruckgebiet sich in Richtung Südwesten bewegte, stufte das Joint Typhoon Warning Center (JTWC) es zu einem tropischen Sturm herauf und gab diesem die Identifikation 04S. Um Mitternacht am 18. Dezember meldete das TCWC Perth, dass sich das System in einen tropischen Zyklon intensiviert hat, der den Namen Bruce erhielt. Sechs Stunden später erreichte der Sturm 10-minütige Windgeschwindigkeiten von 95 km/h und wurde deshalb zu einem Zyklon der Kategorie 2 aktualisiert. Bruce setzte seine rasche Intensivierung weiter fort und verstärkte sich in der Nacht zum 19. Dezember in einen Kategorie-3-Zyklon. Am Abend des 19. Dezember überquerte der Zyklon den 90. Grad östlicher Länge und befand sich nun im Verantwortungsbereich des RSMC La Réunion.

### Tropisches Tief 04U
Am 22. Dezember meldeten sowohl das TCWC Perth als auch das TCWC Darwin die Bildung eines schwachen tropischen Tiefs über der nördlichen Timorsee, etwa 400 km nordwestlich von Darwin, Northern Territory. Das System konnte sich im Laufe des Tages ein wenig intensivieren und befand sich etwa 230 km westnordwestlich von Darwin. Früh am 24. Dezember begann das TCWC Darwin Warnungen zu dem System herauszugeben und gab ihm die Identifikation 04U. Im Laufe des Tages konnte sich das Tief allerdings nicht weiter organisieren, ging über dem östlichen Kimberley an der Grenze zum Northern Territory an Land und das TCWC Darwin gab die letzte Warnung heraus, als es feststellte, dass sich das System in ihrem Verantwortungsbereich nicht in einen tropischen Zyklon entwickeln würde.

### Tropisches Tief
Am 22. Dezember bildete sich über Nusa Tenggara, Indonesien ein schwaches tropisches Tief. Am folgenden Tag befand sich das System etwa 1000 km nordnordwestlich von Broome, Western Australia. Das TCWC Perth sah am 24. Dezember eine Chance, dass das Tief mit dem anderen Tief über der Timorsee interagierte. Früh am 25. Dezember löste es sich jedoch auf.

### Schwerer Tropischer Zyklon Christine
Früh am 26. Dezember begann das TCWC Perth ein tropisches Tief zu beobachten, das sich über der westlichen Timorsee befand. Nachdem es längere Zeit bei diesem Status blieb, stufte das TCWC Perth das System am 28. Dezember zu einem Zyklon herauf und nannte diesen Christine. Zum selben Zeitpunkt aktualisierte auch das Joint Typhoon Warning Center (JTWC) das System zu einem tropischen Sturm und gab ihm die Bezeichnung 05S. Am Abend desselben Tages wurde Christine zu einem Zyklon der Kategorie 2 heraufgestuft. Der Sturm intensivierte sich auch am folgenden Tag rasch weiter und bildete ein Auge, was das TCWC Perth dazu veranlasste Christine zu einem Schweren tropischen Zyklon der Kategorie 3 zu aktualisieren. Der Sturm erreichte am Mittag des 30. Dezember mit andauernden Windgeschwindigkeiten von rund 155 km/h und einem Luftdruck von 955 hPa seinen Höhepunkt. Um Mitternacht am 31. Dezember australischer Zeit ging Christine als ein Kategorie-3-Zyklon zwischen den Städten Whim Creek und Roebourne in der Region Pilbara an Land und zog ins Landesinnere. Um 6 Uhr australischer Zeit schwächte sich der Sturm in einen Zyklon der Kategorie 2 ab, als er sich nordwestlich von Tom Price, Western Australia befand. Acht Stunden später stufte das TCWC Perth Christine weiter in einen Kategorie-1-Zyklon herab, als er sich südwestlich von Paraburdoo befand. Früh am 1. Januar australischer Zeit schwächte sich der Sturm schließlich in ein tropisches Tief ab, als dieses sich nordwestlich von Wiluna befand. Später am selben Tag gab das TCWC Perth die letzte Warnung zu Christine heraus.

### Tropisches Tief (Colin)
Am 6. Januar meldete das TCWC Perth, dass sich etwa 450 km ostnordöstlich der Weihnachtsinsel ein schwaches tropisches Tief gebildet hat. Im Laufe des Tages zog das System Richtung Westen und befand sich am 7. Januar etwa 100 km südöstlich der Weihnachtsinsel. Es zog weiter rapide nach Westen, zog an den Kokosinseln vorbei und verließ schließlich am 9. Januar den Verantwortungsbereich des TCWC Perth. Im Südwestindik intensivierte es sich rasch in einen tropischen Sturm, der den Namen Colin erhielt.

### Tropisches Tief 06U
Am 10. Januar entstand über der Arafurasee, nördlich des Arnhemlandes, ein tropisches Tief. Bis zum folgenden Tag blieb das System stationär und konnte sich nicht signifikant organisieren. Auch am 12. Januar lag das Tief weiterhin stationär über der Arafurasee etwa 400 km nordöstlich von Darwin, Northern Territory und konnte sich ein wenig intensivieren. Früh am nächsten Tag gab das TCWC Darwin erste Warnungen für die Küste heraus, als es feststellte, dass sich das Tiefdruckgebiet wesentlich verstärkt hatte. Das System ging in der Nacht zum 14. Januar östlich von Darwin an Land und lag nun über dem nordwestlichen Top End. Es zog im Laufe des Tages weiter ins Landesinnere und befand sich am 15. Januar etwa 245 km ostnordöstlich von Wyndham, Western Australia. Das Tief konnte seine Intensität halten und befand sich am 17. Januar über Kimberley im Landesinneren. Im Laufe der folgenden Tage zog es Richtung Westen, brachte starke Regenfälle über dem nördlichen Western Australia und befand sich am 20. Januar über Pilbara. Früh am 22. Januar löste sich das Tief über der Region Goldfields-Esperance auf.

### Tropisches Tief (June)
Früh am 15. Januar überquerte eine tropische Störung aus dem Südpazifik den 160. Grad östlicher Länge und zog somit in den Verantwortungsbereich des TCWC Brisbane, welches das System fortan als tropisches Tief führte. Das System zog bereits am folgenden Tag wieder in den Verantwortungsbereich des RSMC Nadi zurück. Früh am 17. Januar erreichte es Sturmstärke und erhielt den Namen June.

### Tropisches Tief
Am 23. Januar meldeten sowohl das TCWC Darwin als auch das TCWC Perth die Bildung eines schwachen tropischen Tiefs innerhalb eines Monsuntroges über dem Top End. Am folgenden Tag zog das System Richtung Westen und befand sich nun über der südöstlichen Timorsee. Ohne sich zu intensivieren, zog es weiter nach Westen und befand sich am 26. Januar westlich von Kimberley. Am nächsten Tag löste sich das Tief auf.

### Tropischer Zyklon Dylan
Am 24. Januar meldete das TCWC Brisbane, dass die Reste einer tropischen Störung südlich der Salomonen aus dem Südpazifik den 160. Grad östlicher Länge überquert haben und sich nun im australischen Verantwortungsbereich befanden, wo das System als tropisches Tief geführt wurde. Es blieb im Laufe der nächsten zwei Tage stationär am Ostrand des Verantwortungsbereichs des TCWC Brisbane. Früh am 27. Januar verstärkte sich das System ein wenig und wurde vom TCWC Brisbane als Monsuntief bezeichnet. Es zog im Verlauf des Tages nach Südwesten und befand sich früh am 28. Januar etwa 870 km ostnordöstlich von Cairns, Queensland. Wenige Stunden später gab das TCWC Brisbane erste Warnungen für die Küste von Queensland heraus. Am Abend desselben Tages erhielt das tropische Tief die Identifikation 07U. Früh am 29. Januar begann auch das Joint Typhoon Warning Center (JTWC) das Tiefdruckgebiet zu beobachten und stufte es zu einem tropischen Sturm herauf, der die Bezeichnung 11P erhielt. Nach Südwesten ziehend, verstärkte sich das tropische Tief am Morgen des 30. Januar rapide und wurde zu einem tropischen Zyklon aktualisiert, der den Namen Dylan erhielt. Sechs Stunden später stufte das TCWC Brisbane den Sturm zu einem Kategorie-2-Zyklon herauf. Am Abend desselben Tages erreichte Dylan mit andauernden Windgeschwindigkeiten von rund 95 km/h und einem Luftdruck von 980 hPa die Küste von Queensland nahe der Stadt Bowen. Bereits drei Stunden später schwächte sich der Zyklon im Landesinneren in ein tropisches Tief ab. Früh am 1. Februar löste sich das Resttief vollständig auf.

### Tropischer Zyklon Fletcher
Am 30. Januar begann das TCWC Darwin ein tropisches Tief zu beobachten, das sich an der Westküste des Top Ends befand. Das System blieb im Laufe des Tages stationär und konnte sich ein wenig intensivieren. Allerdings begann das Tief am 31. Januar sich nach Osten-Südosten zu bewegen, sodass es sich am 1. Februar in der Nähe von Katherine, Northern Territory befand. Früh am folgenden Tag erreichte das System den Golf von Carpentaria und das TCWC Darwin gab erste Warnungen für die Küste heraus. Sechs Stunden später zog das tropische Tief, welches die Bezeichnung 08U erhielt, in den Verantwortungsbereich des TCWC Brisbane, welches ab jetzt Warnungen herausgab. Dort verstärkte es sich rasch in einen schwachen tropischen Zyklon, der den Namen Fletcher erhielt und am frühen Morgen des 3. Februar in der Nähe von Karumba, Queensland an Land ging. Der Zyklon schwächte sich nach dem Landgang sofort in ein tropisches Tief ab. Über Land bewegte sich das Resttief nur sehr langsam und blieb stationär in der Nähe der Mündung des Gilbert River in den Golf von Carpentaria. Früh am 5. Februar gab das TCWC Brisbane die letzten Warnungen zu Fletcher heraus. Das Resttief befand sich am nächsten Tag über dem südöstlichen Golf von Carpentaria. Dort blieb es stationär im Laufe der nächsten drei Tage. Am 10. Februar zog Ex-Fletcher etwas nach Westen, bevor das System sich am folgenden Tag endgültig auflöste.

### Tropisches Tief 09U
Am Abend des 31. Januar meldeten das TCWC Perth und das TCWC Darwin, dass sich nordwestlich von Kimberley ein weiteres tropisches Tief gebildet hat. Im Verlauf des Tages zog das System langsam nach Osten und befand sich am Morgen des 1. Februar nördlich von Kimberley. Es blieb am 2. Februar nördlich des Wyndham-East Kimberley Shire stationär und konnte sich nur wenig verstärken. Früh am nächsten Tag zog das Tief über den Joseph Bonaparte Gulf hinweg und befand sich nun im Landesinneren, etwa 100 km nordwestlich von Timber Creek, Northern Territory. Dort begann es sich nach Osten-Südosten zu bewegen. Früh am 5. Februar war es bereits weit im Landesinneren angekommen und befand sich etwa 110 km westlich von Elliott. Das Tief bewegte sich im Laufe der nächsten beiden Tage nur wenig oder blieb stationär an der Grenze vom Northern Territory zu Western Australia, in der Nähe von Kununurra. Am Morgen des 8. Februar war es langsam nach Westen gezogen und befand sich über dem nördlichen Kimberley, etwa 155 km südwestlich von Wyndham. Das TCWC Perth veröffentlichte daraufhin Sturmwarnungen von Derby bis nach Port Hedland. Das tropische Tief änderte im Laufe des Tages seine Zugrichtung nach Westen-Südwesten und befand sich am Morgen des 9. Februar etwa 60 km östlich von Derby. Es schwächte sich im Verlauf des Tages weitgehend ab, sodass die Sturmwarnung am 10. Februar gestrichen wurde. Zwei Tage später wurden die letzte Warnungen zu dem System herausgegeben, als es sich über dem östlichen Pilbara befand.

### Tropischer Zyklon Edna
Am Abend des 31. Januar begann das TCWC Brisbane ein tropisches Tief zu beobachten, das sich etwa 400 km nordöstlich von Mackay, Queensland gebildet hat. Bereits wenige Stunden später intensivierte sich das Tief in einen tropischen Zyklon, der die Bezeichnung 10U und den Namen Edna erhielt. Früh am 1. Februar erreichte der Sturm mit Windgeschwindigkeiten von 65 km/h und einem Luftdruck von 992 hPa seinen Höhepunkt. Bereits sechs Stunden nach dem Erreichen des Höhepunkts schwächte sich Edna wieder in ein tropisches Tief ab. Das Resttief zog im Laufe des Tages Richtung Nordwesten und befand sich am Morgen des 2. Februar australischer Zeit etwa 220 km nordnordöstlich von Mackay. Ex-Edna zog dann nach rapide nach Nordosten und wurde am 3. Februar etwa 970 km ostnordöstlich von Cairns analysiert. Früh am folgenden Tag überquerte das Tief den 160. Grad östlicher Länge und befand sich nun im Verantwortungsbereich des RSMC Nadi.

### Tropisches Tief
Früh am 9. Februar meldete das TCWC Darwin, dass sich westnordwestlich der Kokosinseln, am westlichen Rand des australischen Verantwortungsbereiches, ein tropisches Tief gebildet hat. Das System zog im Laufe der folgenden zwei Tage langsam Richtung Osten. Am 13. Februar befand es sich östlich der Kokosinseln. Im Verlauf der nächsten Tage blieb das tropische Tief ohne Veränderung in der Intensität stationär. Nachdem das System weiter Richtung Osten gezogen war und sich am 16. Februar südlich der Weihnachtsinsel befand, löste es sich einen Tag später auf.
Am 20. Februar begann das TCWC Darwin mit der Beobachtung eines schwachen tropischen Tiefs, welches sich im südöstlichen Golf von Carpentaria befand. Im Verlauf des Tages zog es ein wenig nach Norden und blieb relativ schwach. Das System bewegte sich über die nächsten zwei Tage langsam nach Westen und intensivierte sich kaum. Früh am 25. Februar war das tropische Tief im Landesinneren angekommen und befand sich südlich des Top Ends. Dort blieb es über die folgenden drei Tage stationär. Nachdem das System am 1. März begann nach Nordwesten zu ziehen, befand es sich einen Tag später über der südlichen Timorsee. Dort konnte sich das Tiefdruckgebiet allerdings nicht signifikant intensivieren und blieb stationär. Früh am 5. März befand es sich nördlich der Tiwi Islands und löste sich einen Tag später auf.
Am 23. Februar meldete das TCWC Perth, dass sich nordöstlich der Weihnachtsinsel ein tropisches Tief gebildet hat. Im Laufe des folgenden Tages blieb das System stationär, bevor es sich am 25. Februar langsam Richtung Westen bewegte, sodass es sich am 26. Februar westlich der Weihnachtsinsel befand. Im Verlauf der nächsten beiden Tage zog das tropische Tief weiter nach Westen und befand sich am 28. Februar etwa 350 km südöstlich der Kokosinseln. Am folgenden Tag wurde das sich abschwächende Tiefdruckgebiet letztmals analysiert, bevor es früh am 2. März den 90. Grad östlicher Länge überquerte und somit den australischen Verantwortungsbereich verließ.

### Tropischer Zyklon Hadi
Am Vormittag des 27. Februar überquerte eine tropische Störung, die sich im Verantwortungsbereich des RSMC Nadi gebildet hat, den 160. Grad östlicher Länge und befand sich nun im Verantwortungsbereich des TCWC Brisbane, welches das System fortan als tropisches Tief führte. Im Laufe des folgenden Tages bewegte sich das Tiefdruckgebiet nach Westen. Über die nächsten vier Tage zog das System nur sehr langsam Richtung Westen oder blieb stationär südwestlich der Salomonen. Am 5. März begann das tropische Tief sich Südwesten zu bewegen und befand sich einen Tag später etwa 1115 km östlich von Cairns, Queensland. Das TCWC Brisbane gab früh am 7. März erste Warnungen für die Küste von Queensland heraus und gab dem tropischen Tief die Identifikation 13U. Im Laufe des folgenden Tages konnte sich das Tiefdruckgebiet nur wenig verstärken und zog nur langsam Richtung Südwesten. Am Nachmittag des 9. März hatte es sich soweit intensiviert, um vom TCWC Brisbane zu einem Kategorie-1-Zyklon aktualisiert zu werden, der den Namen Hadi erhielt. Einen Tag später begann auch das Joint Typhoon Warning Center (JTWC) den Sturm zu beobachten und gab ihm die Bezeichnung 19P. Der Zyklon schwächte sich im Laufe des Tages weitgehend ab und wurde früh am 11. März vom TCWC Brisbane zu einem tropischen Tief herabgestuft. Das System bewegte sich danach Richtung Osten-Nordosten und wurde spät am 12. März letztmals im Verantwortungsbereich des TCWC Brisbane analysiert. Rund sechs Tage später, am 18. März, zog das Tiefdruckgebiet zurück in den australischen Verantwortungsbereich. Es befand sich am folgenden Tag südöstlich von Papua-Neuguinea und bewegte sich in Richtung Westen. Ex-Hadi zog im Verlauf der nächsten beiden Tage weiterhin nach Westen und erreichte am 21. März die Kap-York-Halbinsel.

### Schwerer Tropischer Zyklon Gillian
Früh am 6. März begann das TCWC Darwin ein schwaches tropisches Tief zu beobachten, welches sich über der östlichen Arafurasee gebildet hat. Am folgenden Tag wurden erste Warnungen für die Westküste der Kap-York-Halbinsel herausgegeben und das TCWC Darwin gab dem System die Bezeichnung 14U. Das tropische Tief zog im Laufe dieses Tages nach Südosten und wurde am Morgen des 8. März zu einem tropischen Zyklon aktualisiert, der den Namen Gillian erhielt. Neun Stunden später begann auch das Joint Typhoon Warning Center das System zu beobachten und stufte es zu einem tropischen Sturm herauf, der die Identifikation 17P bekam. Gillian erreichte früh am 9. März mit andauernden Windgeschwindigkeiten von rund 75 km/h und einem Luftdruck von 993 hPa ihren vorläufigen Höhepunkt. 24 Stunden später schwächte sich der Zyklon in ein tropisches Tief ab, als er nördlich von Pormpuraaw, Queensland an Land ging. Im Verlauf der folgenden Tage blieb Ex-Gillian entweder stationär oder bewegte sich kaum. Am 13. März konnte sich das tropische Tief allmählich wieder organisieren, sodass es einen Tag später erneut zu einem tropischen Zyklon heraufgestuft wurde. Rund 24 Stunden später schwächte sich der Sturm allerdings wieder in ein tropisches Tief ab. Dieses zog im Laufe der nächsten Tage nach Westen und intensivierte sich kaum. Am 18. März erreichte das Tiefdruckgebiet Osttimor und zog einen Tag später über Teile Indonesiens. Zwischenzeitlich veröffentlichte das TCWC Darwin die letzte Warnung zu dem System, als es in den Verantwortungsbereich des TCWC Jakarta wanderte. Am Morgen des 20. März begann das TCWC Perth Warnungen für die Kokosinseln und die Weihnachtsinsel herauszugeben. Einen Tag später meldeten sowohl das JTWC als auch das TCWC Perth, dass sich das Tiefdruckgebiet in einen tropischen Zyklon regeniert hat. Früh am 22. März verstärkte sich Gillian in einen Kategorie-2-Zyklon, sechs Stunden später in einen schweren Zyklon der Kategorie 3. In der Nacht zum folgenden Tag setzte der Sturm seine rapide Intensivierung weiter fort und wurde vom TCWC Perth zu einem Kategorie-4-Zyklon aktualisiert. Im Laufe dieses Tages erreichte Gillian die höchste Kategorie 5. Der Zyklon besaß um Mitternacht am 24. März andauernde Windgeschwindigkeiten von rund 205 km/h und einen Luftdruck von 937 hPa und erreichte somit seinen Höhepunkt. Sechs Stunden später schwächte er sich zunächst in einen Zyklon der Kategorie 4, weitere sechs Stunden später in einen Kategorie-3-Zyklon ab. Gillian setzte ihre rasante Abschwächung weiter fort und wurde früh am 25. März zu einem Kategorie-2-Zyklon herabgestuft. In der Nacht zum 26. März schwächte sich der Sturm zunächst in einen Zyklon der Kategorie 1, und sechs Stunden später in ein tropisches Tief ab. Am 27. März wurde Gillian letztmals vom TCWC Perth analysiert.

### Tropisches Tief
Am 22. März meldete das TCWC Darwin, dass sich über der östlichen Arafurasee ein schwaches tropisches Tief gebildet hat. Im Laufe der nächsten drei Tage blieb das System stationär und relativ unorganisiert. Am 26. März löste sich das Tiefdruckgebiet auf.

### Schwerer Tropischer Zyklon Ita
Am 1. April begann das TCWC Brisbane mit der Beobachtung eines schwachen tropischen Tiefs, welches sich südlich der Salomonen befand. Im Verlauf der nächsten drei Tage blieb das System relativ stationär und intensivierte sich. Am Abend des 4. April begann auch das Joint Typhoon Warning Center (JTWC) mit der Beobachtung des Tiefdruckgebietes und aktualisierte es zu einem tropischen Sturm, der die Bezeichnung 23P bekam. Drei Stunden später gab das TCWC Brisbane erste Sturmwarnungen zu dem System heraus, welches die Identifikation 15U erhielt. Im Laufe des 5. April erreichte das Tief die Stärke eines tropischen Zyklons, sodass dieser auf den Namen Ita getauft wurde. Zunächst konnte sich der Sturm nicht weiter intensivieren, sodass er bei der Stärke eines nur schwachen Zyklons blieb. Erst am Morgen des 7. April aktualisierte das TCWC Brisbane Ita zu einem Zyklon der Kategorie 2. Der Sturm verstärkte sich danach rasch weiter und wurde 18 Stunden später zu einem Kategorie-3-Zyklon heraufgestuft. Nach zwei Tagen ohne eine signifikante Intensivierung erkannte das TCWC Brisbane am Morgen des 10. April, dass sich Ita in einen Kategorie-4-Zyklon verstärkt hat. Nur drei Stunden später wurde der Sturm zu einem Zyklon der höchsten Kategorie 5 aktualisiert. Am Abend desselben Tages erreichte Ita ihren Höhepunkt mit andauernden 10-minütigen Windgeschwindigkeiten von 215 km/h und einem minimalen Luftdruck von 929 hPa. Der Sturm schwächte sich am Morgen des folgenden Tages in einen Kategorie-4-Zyklon ab und ging wenige Stunden später nördlich von Cooktown, Queensland an Land. Im Landesinneren schwächte sich Ita rasch weiter ab und wurde am Mittag zu einem Zyklon der Kategorie 3 herabgestuft. Am Abend befand sich der Sturm bereits östlich von Laura, Queensland und schwächte sich zu einem Kategorie-2-Zyklon ab. Ita wurde in der Nacht zum 12. April zu einem Zyklon der Kategorie 1 herabgestuft, als dieser sich nordwestlich von Port Douglas, Queensland befand. Im Laufe des Tages bewegte sich der Sturm Richtung Süd-Südosten, sodass er an den Küstenregionen Queenslands entlang zog. In der Nähe von Mission Beach gelang Ita am späten Abend vorübergehend wieder über Wasser. Nachdem der Zyklon an der Großstadt Townsville vorbeigezogen war, ging er am Morgen des 13. April über Bowen erneut an Land. Danach entfernte sich Ita von der Küste und schlug einen Ost-Südostkurs ein. Früh am 14. April veröffentlichte das TCWC Brisbane seine letzte Warnung zu dem Sturm, als er sich in ein außertropisches Resttief degenerierte und sich etwa 390 km östlich von Gladstone, Queensland befand.

### Schwerer Tropischer Zyklon Jack
Am Morgen des 17. April begann das TCWC Perth das tropische Tief 16U zu beobachten, welches sich etwa 325 km westnordwestlich der Kokosinseln befand. Im Verlauf des Tages bewegte sich das System Richtung Westen und befand sich am Morgen des 18. April etwa 510 km westnordwestlich der Kokosinseln, am äußersten Rand des australischen Verantwortungsbereiches. Am Abend desselben Tages begann auch das Joint Typhoon Warning Center (JTWC) das Tiefdruckgebiet zu beobachten und aktualisierte dieses zu einem tropischen Sturm, der die Identifikation 24S erhielt. In der Nacht zum folgenden Tag meldete das TCWC Perth, dass das System die Stärke eines tropischen Zyklons erreicht hat und vergab deshalb den Namen Jack. Nur sechs Stunden später verstärkte sich der Sturm in einen Kategorie-2-Zyklon. Im Laufe des Tages intensivierte sich Jack rapide und wurde am Abend des 19. April zu einem Schweren tropischen Zyklon der Kategorie 3 heraufgestuft. Einen Tag später erreichte der Sturm mit andauernden 10-minütigen Windgeschwindigkeiten von 150 km/h und einem minimalen Luftdruck von 962 hPa seinen Höhepunkt. Danach schwächte sich Jack langsam ab und wurde am 21. April zu einem Kategorie-2-Zyklon herabgestuft. Sechs Stunden später schwächte sich der Sturm in einen Zyklon der Kategorie 1 ab und war bereits am Morgen des 22. April nur noch ein außertropisches Resttief.

### Tropisches Tief
Am 21. April meldete das TCWC Darwin, dass sich über der nördlichen Arafurasee ein schwaches tropisches Tief gebildet hat. Im Laufe der folgenden beiden Tage blieb das System relativ stationär und intensivierte sich nur ein wenig. Es zog im Verlauf des 24. April langsam nach Osten-Südosten und wurde am nächsten Tag etwa 180 km nordwestlich von Nhulunbuy, Northern Territory analysiert. Das Tiefdruckgebiet bewegte sich am 25. April kaum und schwächte sich einen Tag später sogar ab. Als sich das System in der Nähe von Milingimbi befand, wurde es am Morgen des 28. April letztmals analysiert.
Am Abend des 3. Mai begann das TCWC Perth mit der Beobachtung eines tropischen Tiefs, welches sich etwa 835 km westlich von Exmouth, Western Australia befand. Im Laufe des Tages bewegte sich das System Richtung Südosten, bevor es am folgenden Tag einen Ostkurs einschlug. Am 5. Mai löste sich das Tiefdruckgebiet bereits wieder auf.

## Sturmnamen
Die verschiedenen Tropical Cyclone Warning Center vergeben die Namen für Stürme, die sich in ihrem jeweiligen Zuständigkeitsbereich bilden. Die Stürme behalten ihren Namen, wenn sie von einem Zuständigkeitsbereich in einen anderen wandern. Allerdings werden Stürme, die in den Verantwortungsbereich von Météo-France auf Réunion wechseln, dort nicht mehr neu benannt. Stürme, die von dort kommend in den Verantwortungsbereich des TCWC in Perth gelangen, behalten den im südwestlichen Indischen Ozean vergebenen Namen.

### TCWC Jakarta
Das TCWC in Jakarta beobachtet tropische Zyklone, die sich zwischen dem Äquator und 10° südlicher Breite und zwischen 90° und 125° östlicher Länge bilden. Durch das australische Bureau of Meteorology werden in diesem Gebiet zur Unterstützung spezielle Sturmhinweise ausgegeben. Sollte sich ein tropischer Zyklon innerhalb dieses Verantwortungsbereiches bilden, dann vergibt das TCWC Jakarta einen Namen von der folgenden Liste; der letzte durch Jakarta vergebene Name war Anggrek im Jahr 2010. In der Saison 2012–2013 wurde durch das TCWC Jakarta kein Sturm benannt.

### TCWC Port Moresby
Tropische Wirbelstürme, die sich zwischen 10° südlicher Breite und dem Äquator sowie zwischen 141° und 160° östlicher Länge bilden, werden Namen durch das Tropical Cyclone Warning Centre in Port Moresby auf Papua-Neuguinea zugewiesen. Die Bildung tropischer Zyklone in diesem Gebiet ist selten, während der Saison 2007–2008 war es nur ein Sturm, Zyklon Guba. Die nachfolgende Liste nennt die Namen, die das TCWC in Port Moresby vergibt. Es ist unklar, welches der nächste Name ist, der vergeben wird. Seit 2007 wurde kein Sturm mehr durch das TCWC Port Moresby benannt.

### TCWCs in Perth, Darwin und Brisbane
Seit Beginn der Zyklonsaison 2008–2009 verwendet das australische Bureau of Meteorology nur noch eine einzige Namensliste, betreibt aber nach wie vor drei TCWCs, in Perth, Darwin und Brisbane. Diese beobachten alle tropischen Wirbelstürme, die sich zwischen 90° und 160° östlicher Länge bilden und geben spezielle Warnungen heraus, wenn Zyklone in den Verantwortungsbereichen der TCWCs in Jakarta oder Port Moresby entstehen. Die folgenden Namen wurden für benannte Stürme benutzt:
Alessia, Bruce, Christine, Dylan, Edna, Fletcher, Gillian, Hadi, Ita, Jack